# Pentaceraster
Pentaceraster is een geslacht van zeesterren uit de familie Oreasteridae. De wetenschappelijke naam van het geslacht werd in 1916 voorgesteld door Ludwig Döderlein.

## Soorten
- Pentaceraster affinis (Müller & Troschel, 1842)
- Pentaceraster alveolatus (Perrier, 1875)
- Pentaceraster chinensis (Gray, 1840)
- Pentaceraster cumingi (Gray, 1840)
- Pentaceraster decipiens (Bell, 1884)
- Pentaceraster gracilis (Lütken, 1871)
- Pentaceraster horridus (Gray, 1840)
- Pentaceraster magnificus (Goto, 1914)
- Pentaceraster mammillatus (Audouin, 1826)
- Pentaceraster multispinus (von Martens, 1866)
- Pentaceraster regulus (Müller & Troschel, 1842)
- Pentaceraster sibogae Döderlein, 1916
- Pentaceraster tuberculatus (Müller & Troschel, 1842)
- Pentaceraster westermanni (Lutken, 1871)